# Arne Jangsved
Arne Lennart Jangsved, född 13 juni 1924 i Norrköping, död 2 augusti 1991 i Norrköpings S:t Olai församling, var en svensk grafiker, etsare, stuckatör, målare, tecknare och träsnittare.
Jangsved utbildade sig till bildhuggare och stuckatör men målade också porträtt, stadsmotiv och landskap med inslag av djur i olja och akvarell. Som illustratör tecknade han serier för tidningar och illustrationer för böcker.